# 馬爾拜 (清朝軍事將領)
馬爾拜，又作瑪爾拜，生卒年不詳，清朝武官。
乾隆九年（1744年），任熱河副都統。乾隆十年（1745年），任直隸提督。乾隆十一年（1746年），任拉林副都統。乾隆十三年（1748年），任福州將軍，兼管閩海關事。乾隆十四年（1749年），改任荊州將軍。乾隆十五年（1750年），任天津都統。